# Gregory Maguire
Gregory Maguire (Albany, Nueva York, 9 de junio de 1954) es un escritor estadounidense, autor de las novelas Wicked: Memorias de una Bruja Mala, Confessions of an Ugly Stepsister y otras muchas dirigidas tanto a un público infantil como adulto. 
Muchas de las novelas de este autor son revisiones de clásicos infantiles. Por ejemplo, en Wicked transformó a la malvada bruja del Oeste de la novela 
de L. Frank Baum El maravilloso mago de Oz en la compasiva y verde Elphaba; mientras que en Mirror, Mirror, realiza una relectura de Blancanieves. Por su parte, en 2003Wicked se convirtió en un musical de gran éxito en Broadway y en una película en 2024.
Gregory Maguire cursó sus estudios universitarios en la Universidad Estatal de Nueva York en Albany y es doctor en Inglés y Literatura Americana por la Universidad Tufts. Entre 1979 y 1985, fue profesor y codirector del Simmons College Center for the Study of Children's Literature. En 1987 cofundó la institución Children's Literature New England. 
Maguire está casado con el pintor Andy Newman, en uno de los primeros matrimonios homosexuales legales en Massachusetts y tienen dos hijos adoptados: Luke, Alex.

### Para Niños
- The Lightning Time (1978)
- The Daughter of the Moon (1980)
- Lights on the Lake (1981)
- The Dream Stealer (1983)
- I Feel like the Morning Star (1989)
- Lucas Fishbone (1990)
- Missing Sisters (1994)
- "The Honorary Shepherds", en Am I Blue?: Coming Out From the Silence, una colección de relatos cortos dirigidos a gay y lesbianas adolescentes. (1995)
- Oasis (1996)
- The Good Liar (1997)
- "Beyond the Fringe", en A Glory of Unicorns, compilado por Bruce Coville (1998)
- Crabby Cratchitt (2000)
- Leaping Beauty: And Other Animal Fairy Tales (2004) con Chris L. Demarest
- What-the-Dickens: The Story of a Rogue Tooth Fairy (2007)

## Saga Wicked
- Wicked: Memorias de una bruja mala (1995)
- Hijo de bruja (2005)
- Un león entre hombres (2008)
- Fuera de Oz (2011)

## Hamlet Chronicles
- Seven Spiders Spinning (1994)
- Five Alien Elves (1998)
- Six Haunted Hairdos (1999)
- Four Stupid Cupids (2000)
- Three Rotten Eggs (2002)
- A Couple of April Fools (2004)
- One Final Firecracker (2005)

## Otras Novelas
- Confessions of an Ugly Stepsister (1999)
- Lost (2001)
- Mirror, Mirror (2003)